# علم لوكسمبورغ
علم لوكسمبورغ هو ثلاثي الألوان، يتألف من ثلاثة ألوان مصفوفة أفقياً. هذه الألوان (من فوق إلى تحت) هي: الأحمر والأبيض والأزرق السماوي. للعلم نسبتين من الطول والعرض، فأحياناً تكون نسبة الطول إلى العرض 3 : 5، وأحيان أخرى تكون 1 : 2. استخدم العلم لأول مرة عام 1845 ومن ثم 1848، وقد أختير للاستعمال رسمياً في 23 يونيو 1972.
في عام 1830، أي خلال الثورة البلجيكية، أختيرت ألوان علم لوكسمبورغ، ويعتقد بأنهم أختيروا لأنهم كانوا ألوان درع محافظة ليمبورغ، حيث كان الفرق الوحيد بينه وبين العلم الحالي هو الخلفية. فكرة تصميم العلم، حيث تكون الألوان مصفوفة أفقياً، تم إقرارها في 12 يونيو 1845.
الجدير بالذكر أن العلم اللوكسمبورغي شبيه بعلم هولندا، الفرقان الوحيدان هما أبعاد العلمين واللون الأزرق يجب أن يكون في علم لوكسمبورغ أزرقاً سماوياً.

## وصلات خارجية
- علم لوكسمبورغ